# 府君庙
38°19′32″N 113°20′36″E / 38.32556°N 113.34333°E
府君庙，奉祀崔府君，位于中国山西省盂县上社镇中社北村，2006年被列为第六批全国重点文物保护单位。
府君庙始建年代不详，重修于元延祐二年（1315年）。庙坐北朝南，占地936平方米，现存过殿、正殿、东西配殿、耳殿等建筑，其中正殿为元代建筑，过殿为明代建筑，余为清代建筑。正殿面阔三间，进深六椽，悬山顶，前檐斗栱五铺作双下昂，补间出四十五度斜栱，后檐斗栱四铺作单杪，梁架结构为四椽栿对前乳栿用三柱。